# Nesophrosyne palolo
Nesophrosyne palolo är en insektsart som beskrevs av Henry Fairfield Osborn 1935. Nesophrosyne palolo ingår i släktet Nesophrosyne och familjen dvärgstritar. Inga underarter finns listade i Catalogue of Life.